# C/1980 E1
C/1980 E1是美國天文學家愛德華·鮑威爾於1980年2月11日發現的一顆非週期彗星，該彗星於1982年3月最接近太陽（近日點）之後離開太陽系。
自發現C/1980 E1以來，天文學家僅識別出兩個具有更高偏心率的天體：斥候星和2I/鮑里索夫彗星。

## 軌道
C/1980 E1在進入內太陽系，1982年近日點通過之前，具有質心軌道，遠日點為 75,000天文單位（1.2光年），公轉週期約為710萬年。
當彗星在1980年12月9日在距離木星0.228天文單位的距離經過，使得彗星短暫加速，偏心率為1.066（紀元1981-01-09）。這顆彗星在1982年3月12日到達近日點，當時它相對於太陽的速度為23.3公里/秒（52,000英里/小時）。
自1977年3月4日以來，C/1980 E1的偏心率大於1，保持在雙曲線軌道上，將從太陽系中噴射出來。離開太陽系後，C/1980 E1將達到星際速度。
海王星軌道上的太陽逃逸速度為7.7公里/秒。1995年6月，這顆彗星距離太陽30.1天文單位經過海王星軌道，繼續以8.6公里/秒的速度運動。2008年2月以來，這顆彗星距離太陽已超過50個天文單位。

## 外部連結
- NASA JPL小天體瀏覽器上的C/1980 E1